# Partille SC
Partille Sport Club (PSC) is een Zweedse hockeyclub uit Öjersjö in de gemeente Partille.
De club werd in 1975 opgericht en geldt als oudste hockeyclub van Zweden. De club speelt zowel veld- als zaalhockey en is in beide disciplines zowel bij de manen als vrouwen meervoudig landskampioen. In 2019 wonnen de mannen de Europacup zaalhockey. Dit was de eerste Europese prijs voor een Zweedse hockeyclub.